# Ehemalige Friedhofskapelle (Limburg an der Lahn)

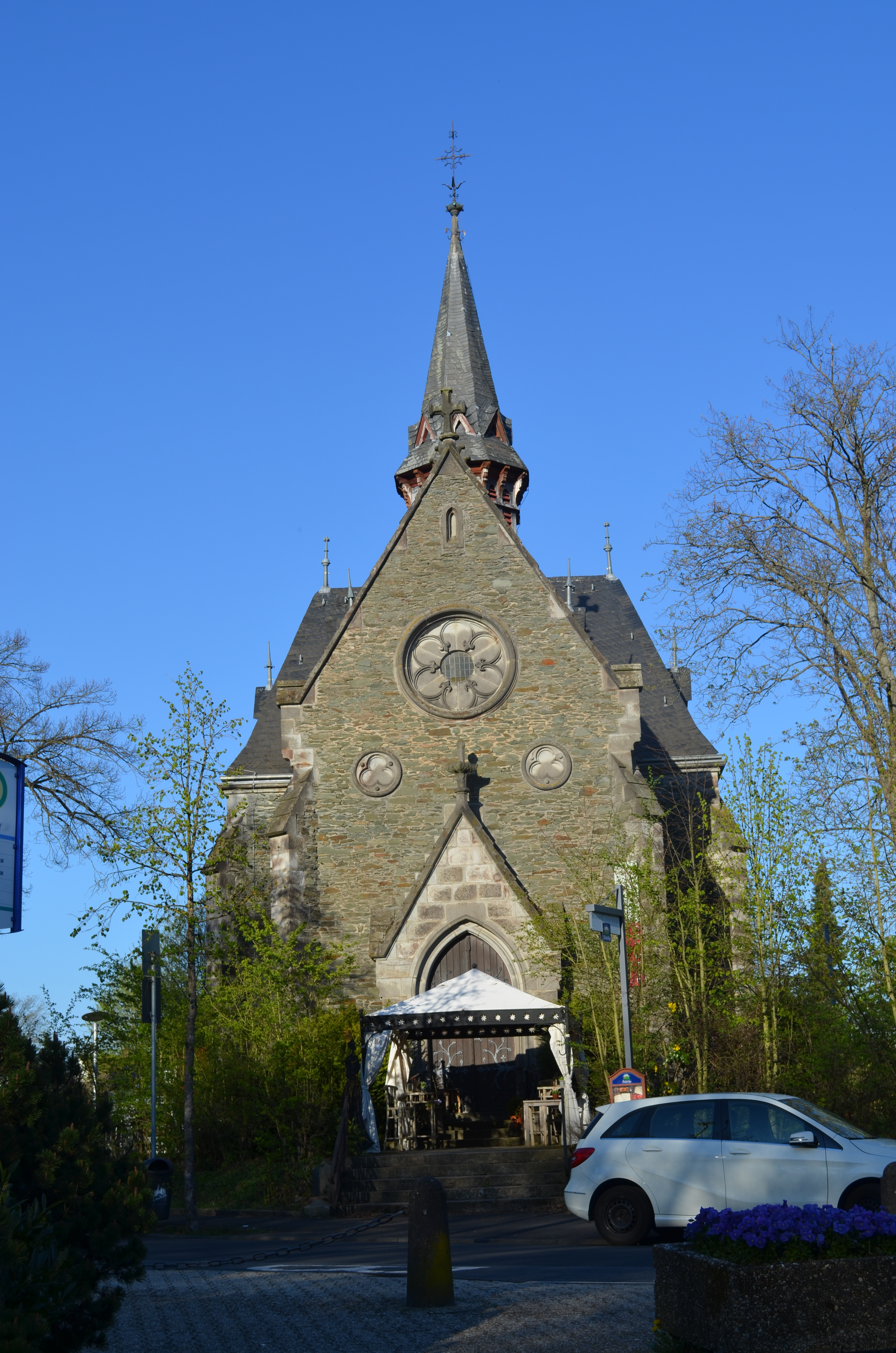
Limburg an der Lahn, ehemalige Friedhofskapelle

Die ehemalige Friedhofskapelle ist ein denkmalgeschütztes Bauwerk am Hauptfriedhof in Limburg an der Lahn, das heute als Restaurant genutzt wird.

## Geschichte
Um 1890 herum begannen Verhandlungen zwischen der Dompfarrei als Pfarrei für die katholischen Christen in der Limburger Kernstadt und der Stadtverwaltung über den Kauf eines Grundstücks am 1882 angelegten Friedhof durch erstere, um darauf eine Kapelle zu errichten. Am 8. Juli 1892 stimmte die Stadtverwaltung dem zu. Der Kaufvertrag für ein 39 Ruthen und 36 Schuh großes Grundstück wurde am 13. Juni 1893 geschlossen. Ein erster Entwurf von Diözesanbaumeister Augener wurde von der Gemeinde wegen zu großer Schlichtheit abgelehnt. Der Limburger Architekt Jakob Fachinger fertigte daraufhin einen neuen Entwurf an. Die Stadt erhob zunächst Einspruch gegen den größeren Baukörper, stimmte jedoch im Dezember 1893 schließlich zu.
Am 17. Oktober 1894 erfolgte die Grundsteinlegung. Der Rohbau stand Anfang Juni 1895 und im Sommer 1896 war der Innenausbau abgeschlossen. Am 26. September 1896 wurde die Glocke aus der Gießerei Hamm in Frankenthal und am 25. Oktober die gesamte Kapelle durch Stadtpfarrer Wilhelm Tripp geweiht.
Im Zweiten Weltkrieg wurde das Bauwerk durch Fliegerbomben beschädigt. 1948 erwarb die Stadt Limburg die Kapelle, ließ sie sanieren und nutzte sie dann als Aussegnungshalle.
Nach der Fertigstellung einer neuen Leichenhalle mit Kapelle im Jahr 1973 etwa 100 Meter nordwestlich fiel die alte Friedhofskapelle aus der Nutzung. Seit dem Jahr 2007 wird das Gebäude als Restaurant bewirtschaftet.

## Baubeschreibung
Die Gestaltung der Kapelle entspringt der späten Neugotik mit einzelnen Elementen des Klassizismus. Das Gebäude ist als Zentralbau angelegt. Die bildhauerisch gestalteten Elemente rund um Fenster und Portale bestehen aus Kalkstein, das Mauerwerk aus grünem Schalstein. Die Deckung des sehr steil ausgeführten Dachs ist in Naturschiefer ausgeführt.
Dem Eingang ist ein Anbau mit Spitzgiebel und Kreuzblume vorgeblendet. Die Tür wird vor allem durch gotisierende Eisenbeschläge geschmückt. Der ebenfalls spitze Giebel des Langschiffs ist über dem Engang mit einem Kreuz gekrönt und verfügt über ein Rosettenfenster. Das Dach des Querschiffs ist leicht gewallmt. Der Dachreiter verfügt über mehrere Gauben.
Das Langschiff ist in drei Joche gegliedert, das Netzgewölbe tief heruntergezogen. Das Fenstermaßwerk mischt Elemente des 13. und 14. Jahrhunderts. Der Fußboden entspricht einer im 19. Jahrhundert modernen Keramikgestaltung.